# 中國重汽（香港）
中國重汽（香港）有限公司（港交所：3808），簡稱中國重汽（香港），是一間香港註冊的中國大陸国有企业，成立於2007年。其母公司中國重型汽車集團前身是在1935年由中華民國國民政府成立的濟南汽車製造總廠，出產黃河牌系列貨車。中國重型汽車集團目前是中國第三大的重型汽車製造商。
2007年11月28日，中國重汽（香港）在香港交易所以紅籌股形式上市，但由於自2007年11月起香港股市走勢轉差，其股價一直跌破發行價$12.88港元。2008年3月10日起，它加入紅籌指數成份股，至2012年6月被剔除。
2009年，德国曼集团（MAN SE）以5.6亿欧元认购中国重汽（香港）25%的股权。双方达成长期战略合作协议。2012年，中国重汽（香港）授權大昌行集團為中國重汽的香港及澳門代理商。
2012年9月中國重汽（香港）國際資本有限公司以1.60049032億元，面積9188方呎，呎價約1.74萬元，向投資者廖偉麟購入信德中心西翼31樓1至5室。

## 連結
- 中國重汽（香港）有限公司（页面存档备份，存于）